# Spoorlijn Châlons-en-Champagne - Reims-Cérès
De Spoorlijn Châlons-en-Champagne - Reims-Cérès is een Franse spoorlijn van Châlons-en-Champagne via Saint-Hilaire-au-Temple naar Reims. De lijn is 54,2 km lang en heeft als lijnnummer 081 000.

## Geschiedenis
De spoorlijn werd door de Chemins de fer de l'Est in gedeeltes geopend. Van Châlons-en-Champagne naar Mourmelon op 14 oktober 1857 en van Mourmelon naar Reims op 15 augustus 1863.

## Treindiensten
De SNCF verzorgt het personenvervoer op dit traject met TGV en TER treinen.
| Serie      | Treinsoort | Route                                                              | Bijzonderheden |
| ---------- | ---------- | ------------------------------------------------------------------ | -------------- |
| TGV 2750   | TGV (SNCF) | Paris Est – Champagne-Ardenne TGV – Châlons-en-Champagne           |                |
| TER 839650 | TER (SNCF) | Reims – Châlons-en-Champagne                                       |                |
| TER 839700 | TER (SNCF) | Reims – Châlons-en-Champagne – Saint-Dizier                        |                |
| TER 839800 | TER (SNCF) | Reims – Châlons-en-Champagne – Saint-Dizier – Joinville – Chaumont |                |

## Aansluitingen
In de volgende plaatsen is of was er een aansluiting op de volgende spoorlijnen:
Châlons-en-Champagne
RFN 070 000, spoorlijn tussen Noisy-le-Sec en Strasbourg-Ville
Saint-Hilaire-au-Temple
RFN 005 329, raccordement van Châlons Nord
RFN 005 330, raccordement van Châlons Sud
RFN 081 306, raccordement van Saint-Hilaire-au-Temple
RFN 085 000, spoorlijn tussen Saint-Hilaire-au-Temple en Hagondange
Reims-Saint-Léonard
RFN 081 605, stamlijn Pompelle
RFN 081 606, stamlijn Reims-Saint-Léonard-Garage nord
RFN 081 611, stamlijn Reims-Saint-Léonard-Garage sud
Reims-Cérès
RFN 081 311, raccordement van Reims 3
RFN 081 316, raccordement van Reims 1
RFN 081 321, raccordement van Reims 2
RFN 205 000, spoorlijn tussen Soissons en Givet

## Elektrificatie
Het gedeelte tussen Châlons-en-Champagne en Saint-Hilaire-au-Temple werd in 2007 geëlektrificeerd met een wisselspanning van 25.000 volt 50 Hz.

## Galerij

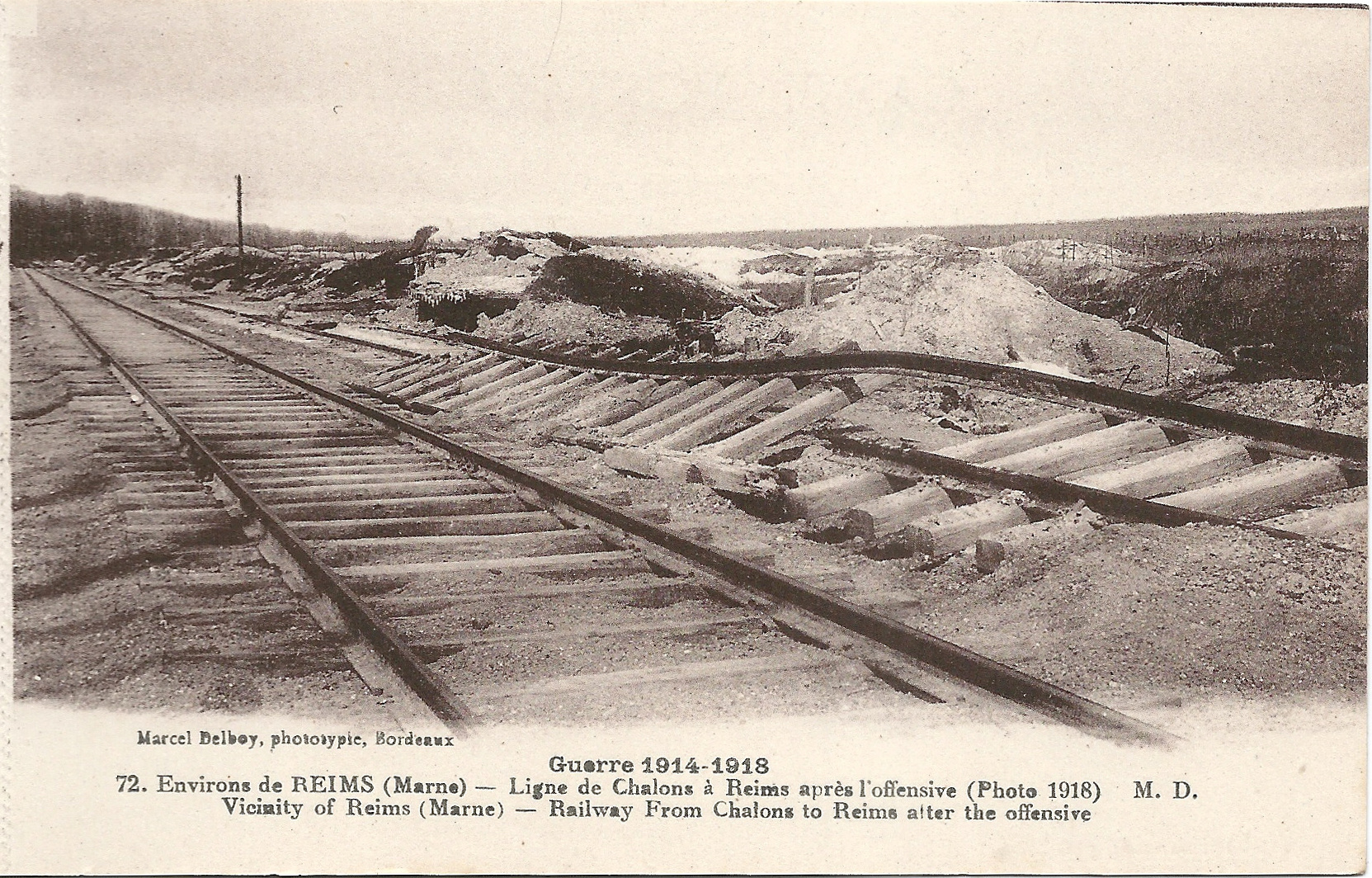
De lijn in 1918
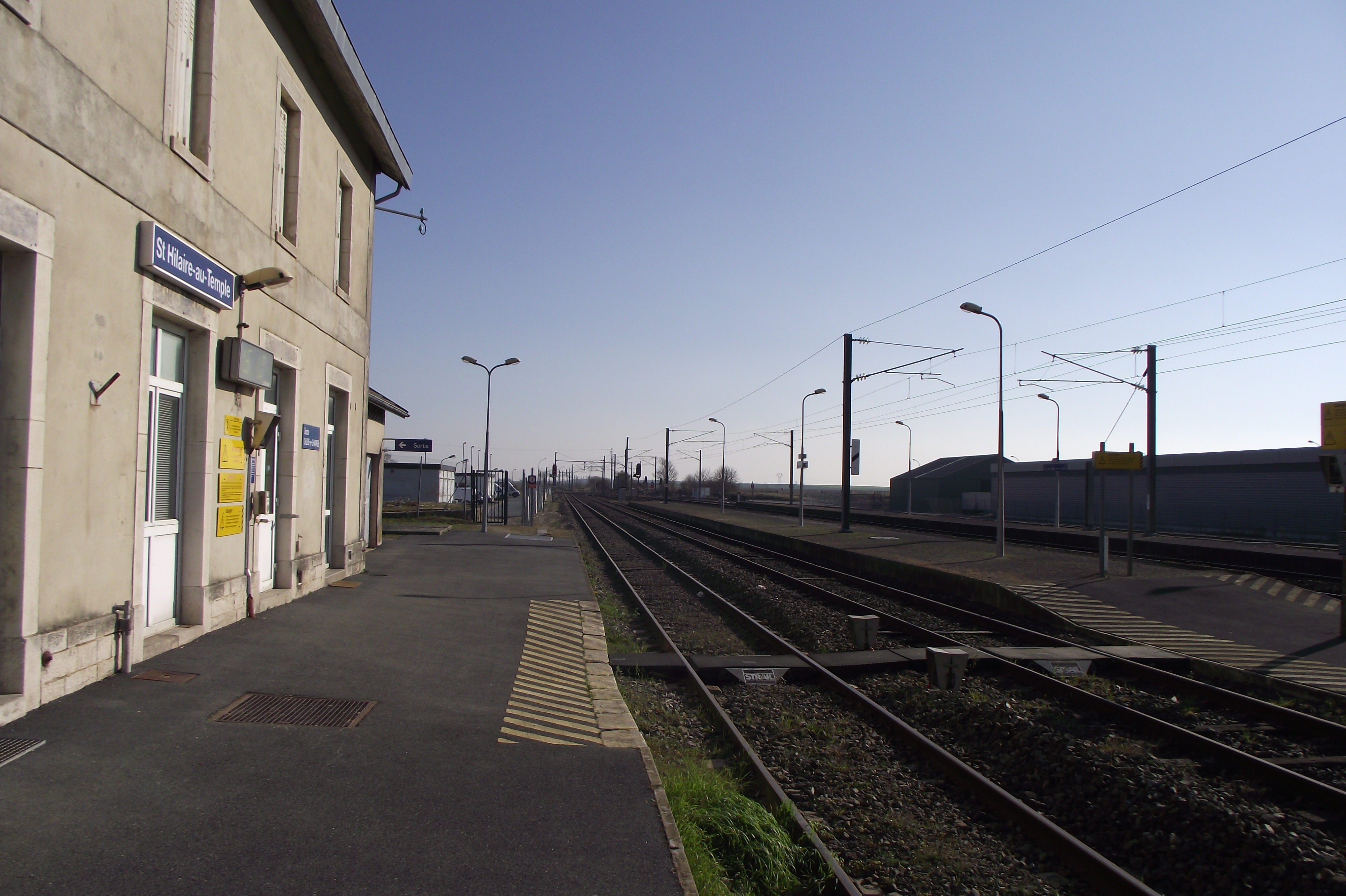
Station Saint-Hilaire-au-Temple